# Анексо Нуева Делисијас (Алтамирано)
Анексо Нуева Делисијас (шп. Anexo Nueva Delicias) насеље је у Мексику у савезној држави Чијапас у општини Алтамирано. Насеље се налази на надморској висини од 823 м.

## Становништво
Према подацима из 2010. године у насељу је живело 48 становника.

### Хронологија
| Година       | 2005         | 2010         |
| ------------ | ------------ | ------------ |
| Становништво | 46 (23 / 23) | 48 (24 / 24) |

### Попис
| # | Индикатор                     | Вредност |
| - | ----------------------------- | -------- |
| 1 | Укупно домаћинстава           | 16       |
| 2 | Укупно насељених домаћинстава | 16       |
| 3 | Величина локације             | 1        |